# Bertil Nyström
Bertil Alexis Nyström (ur. 22 maja 1935 w Gråmanstorp) – szwedzki zapaśnik. Brązowy medalista olimpijski z Tokio.
Brał udział w trzech igrzyskach (IO 60, IO 64, IO 68). Walczył w stylu klasycznym, najczęściej w kategorii półśredniej (do 78 kg). Największy sukces odniósł na igrzyskach w 1964, zdobywając brąz. Był srebrnym medalistą mistrzostw świata w 1961 (do 79 kg) i brązowym w 1963 (do 78kg). Czwarty na mistrzostwach Europy w 1966 i 1968. Mistrz nordycki w 1966 roku.